# Valeria Piazza
Valeria Piazza Vásquez (Lima, 6 de junio de 1989) es una modelo, comunicadora y presentadora de televisión peruana de ascendencia italiana.
Fue la ganadora del Miss Perú Universo 2016 y representante peruana en el Miss Universo de ese año.
Actualmente se desempeña como presentadora de televisión en programas de espectáculos de América Televisión.

## Primeros años
Nacida en Lima el 6 de junio de 1989, es proveniente de una familia de ascendencia italiana (por parte de su padre).
Estudió la carrera de Comunicación en la Universidad de Lima, siendo egresada de dicho centro de estudios.

## Trayectoria

### Reina de belleza
Comenzó su carrera en los concursos de belleza participando en el Miss Model of the World en 2014, donde no clasificó, y en el Tropic Beauty World en 2015, donde resultó como primera finalista. Concursando por primera vez el certamen nacional de su país, Piazza se coronó miss Perú de la edición 2016, convirtiéndose en la sucesora de Laura Spoya y accedió su pase al concurso Miss Universo.
Piazza representó a Perú el 30 de enero de 2017 en el certamen anual de belleza Miss Universo 2016, realizado en Manila, Filipinas, logrando ser parte de las 13 finalistas. Se convirtió en la decimoctava peruana en clasificar en el Miss Universo. También cabe resaltar que fue la primera peruana en clasificar en este certamen internacional desde Nicole Faverón en 2012 y es la primera limeña en representar a Perú y clasificar desde María Francesca Zaza en 1982. Tras su participación, se retiró de los concursos de belleza.

### Televisión
Tras haber concluido su participación en el Miss Universo, se suma a la conducción del noticiero América noticias participando en el segmento «América espectáculos» en febrero de 2019, inicialmente en la edición central. Sin embargo, tras la salida de Silvia Cornejo de dicho espacio, en 2021, su programa se trasladó a la edición del mediodía, rol donde se mantiene en la actualidad, además de participar en otros programas del canal peruano América Televisión.
Seguidamente, tuvo una participación especial en la película cómica Sugar en aprietos en 2022 y, al año siguiente, se suma a la coconducción del magacín peruano América hoy en reemplazo de Brunella Horna.[cita requerida]

## Vida personal

### Accidente automovilístico
El 26 de octubre de 2016, sufrió un aparatoso accidente de tránsito cuando un imprudente chocó contra la camioneta donde viajaba, terminando con fuertes golpes. A pesar de la recomendación de doctores de continuar con su preparación, pudo recuperarse vía terapias diarias con motivación de participar en el Miss Universo 2016. La organizadora del Miss Perú Universo Jessica Newton y la misma persona se manifestaron al respecto sobre dicho accidente.

### Enfermedad
El 16 de enero de 2018, la directora de la Organización Miss Perú, Jessica Newton, confirmó ante la prensa, sobre la extraña enfermedad de Valeria Piazza, que se encontraba internada en una clínica local de Lima. La directora reveló de que Valeria sufre de la enfermedad del lupus.

### Relación sentimental
Desde 2011, contrae una relación sentimental con Pierre Cateriano. Tras haber anunciado su próximo matrimonio para 2022, se casaron en noviembre de ese año.

## Filmografía y programas

### Televisión
- América espectáculos edición central (2019-2020), presentadora;[4]
- + Espectáculos (2020-2021), copresentadora;
- América espectáculos edición mediodía (2021-presente), presentadora;
- América hoy (2023-presente), colaboradora;
- La Tinka (2023), presentadora interina.

### Cine
- Sugar en aprietos (2022), como Vale.

### Radio
- Radio Bienestar AM (2017)

## Concursos de belleza
- Miss Model of the World 2014
- Miss Tropic Beauty World 2015 - Primera finalista
- Miss Perú 2016 - Ganadora
- Miss Universo 2016 - Top 13